# Abu-Ammar al-Amà
Abu-Ammar al-Amà fou imam ibadita nukkarita de l'Aurès.
Estava establert a la regió de l'Aurès, on gaudia d'un cert poder vers el 940, ja que va poder organitzar un atac per alliberar al seu seguidor Abu-Yazid Màkhlad ibn Kaydad an-Nukkarí que havia estat empresonat per les autoritats fatimites. Vers el 942 va nomenar Abu-Yazid com a cap de les seves forces.
Aquest va iniciar la revolta el 943 i va aconseguir importants victòries. El 945 Abu-Yazid es va retirar a la vida de pobresa a Kairuan i va deixar tot el poder a l'imam. El 31 de maig del 946 es va produir una revolta a la ciutat quan es va saber que Abu-Yazid, que havia hagut de tornar a la lluita, havia estat derrotat a Sussa; l'imam va haver de fugir i la ciutat va tancar les portes a Abu-Yazid. El califa al-Mansur va entrar a Kairuan el 2 de juny.
Després d'un temps de persecució amb algunes alternatives, l'imam i Abu-Yazid es van fer forts a la fortalesa de Kiyana (la futura Qala dels Banu Hammad) que al-Mansur va assetjar l'1 de maig del 947, i hi va entrar el 18 d'agost del 947. A la nit abans els darrers guerrers van treure a Abu-Yazid i l'imam Abu-Ammar al-Ama fora de la fortalesa, però l'imam fou mort en la fugida. Abu-Yazid fou ferit i fet presoner, morint l'endemà.